# 145-я улица (Нью-Йоркское метро)
| Верхний ярус  |   |   |   |   |   |   |   |
| C · A · A · C |   |   |   |   |   |   |   |
| C             | · | · | A | A | · | · | C |

| C | · | · | A | A | · | · | C |

| Нижний ярус           |   |   |       |   |   |       |
| B · D · B · D · B · D |   |   |       |   |   |       |
| B · D                 | · | · | B · D | · | · | B · D |

| B · D | · | · | B · D | · | · | B · D |

| Верхний ярус  |   |   |   |   |   |   |   |
| C · A · A · C |   |   |   |   |   |   |   |
| C             | · | · | A | A | · | · | C |

| C | · | · | A | A | · | · | C |

| Нижний ярус           |   |   |       |   |   |       |
| B · D · B · D · B · D |   |   |       |   |   |       |
| B · D                 | · | · | B · D | · | · | B · D |

| B · D | · | · | B · D | · | · | B · D |

«145-я улица» (англ. 145th Street) — станция Нью-Йоркского метрополитена, расположенная на линиях Восьмой авеню, Ай-эн-ди, и Конкорс, Ай-эн-ди. Находится в Манхэттене, в районе Гарлем, на пересечении 145-й улицы с Сент-Николас-авеню. Верхний уровень, расположенный на линии Восьмой авеню, представляет собой четыре пути и две островные платформы. Нижний уровень, расположенный на линии Конкорс, представляет собой три пути и две островных платформы (центральный путь обеспечен двумя платформами). Западная платформа очень широкая, над ней располагаются платформа и один путь. На станции останавливаются маршруты: A (круглосуточно), B (в будни днём и вечером до 23:00), C (круглосуточно, кроме ночи) и D (круглосуточно). Через верхний уровень станции проходят поезда маршрутов A и C, а через нижний — маршрутов B и D. Экспресс-пути верхнего уровня используются маршрутом A (круглосуточно, кроме ночи). Локальные пути верхнего уровня используются маршрутами A (ночью) и C (круглосуточно, кроме ночи). Экспресс-путь нижнего уровня используется маршрутами B (в будни днём, кроме часов пик, и вечером до 23:00) и D (в часы пик в пиковом направлении). Локальные пути нижнего уровня используются маршрутами B (в часы пик) и D (круглосуточно, кроме часов пик в пиковом направлении). Станция является северной конечной для маршрута B (в будни днём, кроме часов пик, и вечером до 23:00). Экспресс-путь используется маршрутами: A (круглосуточно, кроме ночи), B (в будни днём, кроме часов пик, и вечером до 23:00) и D (в часы пик в пиковом направлении). Локальные пути используются маршрутами: A (ночью), B (в часы пик), C (круглосуточно, кроме ночи) и D (круглосуточно, кроме часов пик в пиковом направлении).
Средний путь нижнего уровня используется как экспресс-путь и как оборотный путь для поездов, для которых станция является северной конечной. Для остальных поездов используются боковые пути.
К северу от станции пути верхнего уровня продолжаются прямо, образуя линию Восьмой авеню (маршруты A и C), причём средние экспресс-пути опускаются ниже; пути нижнего уровня поворачивают на восток, образуя линию Конкорс (маршруты B и D).
Эскалаторы с нижнего уровня платформ ведут сразу к выходу, следуя как бы «в обход» верхнего уровня. Несмотря на это возможность перехода между всеми платформами существует, благодаря специальной системе тоннелей и лестниц.
Южнее станции идёт хитроумное переплетение путей, сопровождающееся большим количеством стрелок и светофоров. После соединения уровней, до 125-й улицы идёт шестипутная магистраль. Поэтому этот участок в народе получил особое название «Homeball Alley» — эта станция может посоревноваться с любой другой за титул самой запутанной.